# Indische Cricket-Nationalmannschaft gegen Pakistan in der Saison 1996
Die Tour der indischen Cricket-Nationalmannschaft gegen Pakistan in der Saison 1996 fand vom 16. bis zum 23. September 1996 in Kanada statt. Die internationale Cricket-Tour war Bestandteil der Internationalen Cricket-Saison 1996 und umfasste fünf ODIs. Pakistan gewann die ODI-Serie 3–2.

## Vorgeschichte
Indien bestritt zuvor eine Tour in England; dasselbe hat auch Pakistan getan. Das letzte Aufeinandertreffen der beiden Mannschaften bei einer Tour fand in der Saison 1989/90 in Pakistan statt.

## Stadion
Das folgende Austragungsort wurde für die Tour ausgewählt.
| Stadt   | Stadion                                          | Kapazität |
| ------- | ------------------------------------------------ | --------- |
| Toronto | Toronto Cricket, Skating and Curling Club Ground | 4.875     |

## One-Day Internationals

### Erstes ODI in Toronto
| 16. September Scorecard | Toronto | Pakistan 170-9 (33/33)       | – | Indien 173-2 (29.5/33) |
|                         |         | Indien gewinnt mit 8 Wickets |   |                        |

### Zweites ODI in Toronto
| 17. September Scorecard | Toronto | Indien 264-6 (50)              | – | Pakistan 266-8 (49.5) |
|                         |         | Pakistan gewinnt mit 2 Wickets |   |                       |

### Drittes ODI in Toronto
| 18. September Scorecard | Toronto | Indien 191 (50)            | – | Pakistan 136 (42.4) |
|                         |         | Indien gewinnt mit 55 Runs |   |                     |

### Viertes ODI in Toronto
| 21. September Scorecard | Toronto | Pakistan 258-8 (50)          | – | Indien 161 (39.2) |
|                         |         | Pakistan gewinnt mit 97 Runs |   |                   |

### Fünftes ODI in Toronto
| 23. September Scorecard | Toronto | Pakistan 213-9 (50)          | – | Indien 161 (45.5) |
|                         |         | Pakistan gewinnt mit 52 Runs |   |                   |